# Lac Ouiatchouan
Lac Ouiatchouan är en sjö i Kanada.   Den ligger i regionen Saguenay–Lac-Saint-Jean och provinsen Québec, i den östra delen av landet, 400 km nordost om huvudstaden Ottawa. Lac Ouiatchouan ligger 307 meter över havet.
I omgivningarna runt Lac Ouiatchouan växer i huvudsak blandskog. Trakten runt Lac Ouiatchouan är nära nog obefolkad, med mindre än två invånare per kvadratkilometer.